# フアン・フェレール
フアン・フェレール・ラエラ（Juan Ferrer Lahera、1955年8月24日 - ）は、キューバのサンティアーゴ・デ・クーバ出身の柔道選手。階級は78kg級。身長180cm。

## 人物
1974年のパンナム選手権軽中量級で2位になった。1979年のパンアメリカン競技大会78kg級でも2位だった。1980年モスクワオリンピックでは決勝まで進むが、ソ連のショータ・ハバレーリに敗れたものの銀メダルを獲得した。1983年のパンアメリカン競技大会は前回に続いて2位だった。1984年のパンナム選手権では優勝した。ロサンゼルスオリンピックにはキューバがボイコットしたために出場できなかった。

## 主な戦績
- 1974年 - パンナム選手権　軽中量級　2位
- 1979年 - パンアメリカン競技大会　2位
- 1980年 - キューバ国際　2位
- 1980年 - モスクワオリンピック　2位
- 1981年 - モンゴル国際　2位
- 1981年 - ハンガリー国際　2位
- 1981年 - キューバ国際　優勝
- 1983年 - パンアメリカン競技大会　2位
- 1984年 - パンナム選手権　優勝